# Gran Premi de la Xina del 2011
El Gran Premi de la Xina de Fórmula 1 de la temporada 2011 es va disputar al Circuit de Xangai, del 15 al 17 d'abril del 2011.

## Classificació
| Pos                  | No | Pilot              | Constructor          | Part 1   | Part 2   | Part 3       | Sortida |
| -------------------- | -- | ------------------ | -------------------- | -------- | -------- | ------------ | ------- |
| 1                    | 1  | Sebastian Vettel   | Red Bull-Renault     | 1:35.674 | 1:34.776 | 1:33.706     | 1       |
| 2                    | 4  | Jenson Button      | McLaren-Mercedes     | 1:35.924 | 1:34.662 | 1:34.421     | 2       |
| 3                    | 3  | Lewis Hamilton     | McLaren-Mercedes     | 1:36.091 | 1:34.486 | 1:34.463     | 3       |
| 4                    | 8  | Nico Rosberg       | Mercedes             | 1:35.272 | 1:35.850 | 1:34.670     | 4       |
| 5                    | 5  | Fernando Alonso    | Ferrari              | 1:35.389 | 1:35.165 | 1:35.119     | 5       |
| 6                    | 6  | Felipe Massa       | Ferrari              | 1:35.478 | 1:35.437 | 1:35.145     | 6       |
| 7                    | 19 | Jaime Alguersuari  | Toro Rosso-Ferrari   | 1:36.133 | 1:35.563 | 1:36.158     | 7       |
| 8                    | 15 | Paul di Resta      | Force India-Mercedes | 1:35.702 | 1:35.858 | 1:36.190     | 8       |
| 9                    | 18 | Sébastien Buemi    | Toro Rosso-Ferrari   | 1:36.110 | 1:35.500 | 1:36.203     | 9       |
| 10                   | 10 | Vitali Petrov      | Renault              | 1:35.370 | 1:35.149 | sense temps1 | 10      |
| 11                   | 14 | Adrian Sutil       | Force India-Mercedes | 1:36.092 | 1:35.874 |              | 11      |
| 12                   | 17 | Sergio Pérez       | Sauber-Ferrari       | 1:36.046 | 1:36.053 |              | 12      |
| 13                   | 16 | Kamui Kobayashi    | Sauber-Ferrari       | 1:36.147 | 1:36.236 |              | 13      |
| 14                   | 7  | Michael Schumacher | Mercedes             | 1:35.508 | 1:36.457 |              | 14      |
| 15                   | 11 | Rubens Barrichello | Williams-Cosworth    | 1:35.911 | 1:36.465 |              | 15      |
| 16                   | 9  | Nick Heidfeld      | Renault              | 1:35.910 | 1:36.611 |              | 16      |
| 17                   | 12 | Pastor Maldonado   | Williams-Cosworth    | 1:36.121 | 1:36.956 |              | 17      |
| 18                   | 2  | Mark Webber        | Red Bull-Renault     | 1:36.468 |          |              | 18      |
| 19                   | 20 | Heikki Kovalainen  | Lotus-Renault        | 1:37.894 |          |              | 19      |
| 20                   | 21 | Jarno Trulli       | Lotus-Renault        | 1:38.318 |          |              | 20      |
| 21                   | 25 | Jérôme d'Ambrosio  | Virgin-Cosworth      | 1:39.119 |          |              | 21      |
| 22                   | 24 | Timo Glock         | Virgin-Cosworth      | 1:39.708 |          |              | 22      |
| 23                   | 23 | Vitantonio Liuzzi  | HRT-Cosworth         | 1:40.212 |          |              | 23      |
| 24                   | 22 | Narain Karthikeyan | HRT-Cosworth         | 1:40.445 |          |              | 24      |
| 107% temps: 1:41.941 |    |                    |                      |          |          |              |         |

Notes
1. ^  – Vitali Petrov es va aturar durant la Q2. Es va poder classificar per la Q3 però en aquesta ja no va marcar cap temps.

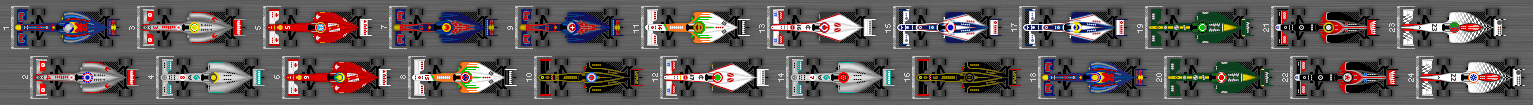
Graella després de la qualificació del GP.

## Cursa
| Pos | No | Pilot              | Constructor          | Voltes | Temps / Retirada | Pos.Sortida | Punts |
| --- | -- | ------------------ | -------------------- | ------ | ---------------- | ----------- | ----- |
| 1   | 3  | Lewis Hamilton     | McLaren-Mercedes     | 56     | 1h 36' 58. 226   | 3           | 25    |
| 2   | 1  | Sebastian Vettel   | Red Bull-Renault     | 56     | + 5.198 s        | 1           | 18    |
| 3   | 2  | Mark Webber        | Red Bull-Renault     | 56     | + 7.555 s        | 18          | 15    |
| 4   | 4  | Jenson Button      | McLaren-Mercedes     | 56     | + 10.000 s       | 2           | 12    |
| 5   | 8  | Nico Rosberg       | Mercedes             | 56     | + 13.448 s       | 4           | 10    |
| 6   | 6  | Felipe Massa       | Ferrari              | 56     | + 15.840 s       | 6           | 8     |
| 7   | 5  | Fernando Alonso    | Ferrari              | 56     | + 30.622 s       | 5           | 6     |
| 8   | 7  | Michael Schumacher | Mercedes             | 56     | + 31.026 s       | 14          | 4     |
| 9   | 10 | Vitali Petrov      | Renault              | 56     | + 57.404 s       | 10          | 2     |
| 10  | 16 | Kamui Kobayashi    | Sauber-Ferrari       | 56     | + 1' 03.273 s    | 13          | 1     |
| 11  | 15 | Paul di Resta      | Force India-Mercedes | 56     | + 1' 08.757 s    | 8           |       |
| 12  | 9  | Nick Heidfeld      | Renault              | 56     | + 1' 12.739 s    | 16          |       |
| 13  | 11 | Rubens Barrichello | Williams-Cosworth    | 56     | + 1' 30.189 s    | 15          |       |
| 14  | 18 | Sébastien Buemi    | Toro Rosso-Ferrari   | 56     | + 1' 30.671 s    | 9           |       |
| 15  | 14 | Adrian Sutil       | Force India-Mercedes | 55     | + 1 Volta        | 11          |       |
| 16  | 20 | Heikki Kovalainen  | Lotus-Renault        | 55     | + 1 Volta        | 19          |       |
| 17  | 17 | Sergio Pérez       | Sauber-Ferrari       | 55     | + 1 Volta        | 12          |       |
| 18  | 12 | Pastor Maldonado   | Williams-Cosworth    | 55     | + 1 Volta        | 17          |       |
| 19  | 21 | Jarno Trulli       | Lotus-Renault        | 55     | + 1 Volta        | 20          |       |
| 20  | 25 | Jérôme d'Ambrosio  | Virgin-Cosworth      | 54     | + 2 Voltes       | 21          |       |
| 21  | 24 | Timo Glock         | Virgin-Cosworth      | 54     | + 2 Voltes       | 22          |       |
| 22  | 23 | Vitantonio Liuzzi  | HRT-Cosworth         | 54     | + 2 Voltes       | 23          |       |
| 23  | 22 | Narain Karthikeyan | HRT-Cosworth         | 54     | + 2 Voltes       | 24          |       |
| Ret | 19 | Jaime Alguersuari  | Toro Rosso-Ferrari   | 9      | Pèrdua de roda   | 7           |       |

## Altres
- Pole: Sebastian Vettel 1' 33. 706

- Volta ràpida: Mark Webber 1' 38. 993 (a la volta 42)

## Classificació del mundial després de la cursa
| Pos | Pilot            | Punts |
| --- | ---------------- | ----- |
| 1   | Sebastian Vettel | 68    |
| 2   | Lewis Hamilton   | 47    |
| 3   | Jenson Button    | 38    |
| 4   | Mark Webber      | 37    |
| 5   | Fernando Alonso  | 26    |

| Pos | Constructor      | Punts |
| --- | ---------------- | ----- |
| 1   | Red Bull-Renault | 105   |
| 2   | McLaren-Mercedes | 85    |
| 3   | Ferrari          | 50    |
| 4   | Renault          | 32    |
| 5   | Mercedes         | 16    |

- Nota: Només s'inclouen els 5 primers de cada classificació. Per veure-la completa aneu a Temporada 2011 de Fórmula 1